# Stefan Koeb
Stefan Jan Koeb (ur. 11 sierpnia 1896 w Suchej, zm. 18 września 1945) – podpułkownik dyplomowany piechoty Wojska Polskiego II RP i Polskich Sił Zbrojnych.

## Życiorys
Stefan Jan Koeb urodził się 11 sierpnia 1896 w Suchej. 
Po zakończeniu I wojny światowej, jako były oficer c. i k. armii został przyjęty do Wojska Polskiego i zatwierdzony na stopień porucznika. Został awansowany na stopień kapitana piechoty ze starszeństwem z dniem 1 czerwca 1919. Uczestniczył w wojnie polsko-bolszewickiej. W 1923 jako oficer 64 pułku piechoty z Grudziądza był przydzielony do Sztabu Generalnego, a w 1924 do Wyższej Szkoły Wojennej w Warszawie, w charakterze słuchacza Kursu Normalnego 1924–1926 (V promocja). 11 października 1926, po ukończeniu kursu i otrzymaniu dyplomu naukowego oficera Sztabu Generalnego, został przydzielony do Oddziału I Sztabu Generalnego. W czerwcu 1927 został przydzielony do 18 Dywizji Piechoty w Łomży na stanowisko szefa sztabu. Został awansowany na stopień majora piechoty ze starszeństwem z dniem 1 stycznia 1930. W czerwcu 1930 został przeniesiony do 34 pułku piechoty w Białej Podlaskiej na stanowisko dowódcy batalionu, gdzie służył w kolejnych latach. W późniejszych latach awansowany na stopień podpułkownika. Pełnił stanowisko szef Wydziału Wyszkolenia w Departamencie Dowodzenia Ogólnego Ministerstwa Spraw Wojskowych do września 1939, po czym został mianowany zastępcą szefa sztabu Dowództwa Obrony Warszawy.
Podczas II wojny światowej był oficerem Polskich Sił Zbrojnych w stopniu podpułkownika (5 Kresowa Dywizja Piechoty). Zmarł 18 września 1945. Po ekshumacji został pochowany na Polskim Cmentarzu Wojennym w Bolonii (miejsce 1-D-6).
Należał do warszawskiego filiału wileńskiego kościoła ewangelicko-reformowanego, od 1938 roku wchodząc w skład jego rady kościelnej (odpowiednik Rady Parafialnej). W 1939 roku był delegatem na synod w Wilnie, a potem jednym z przedstawicieli kościoła wileńskiego na synod Jednoty Kowieńskiej.

## Ordery i odznaczenia
- Krzyż Kawalerski Orderu Odrodzenia Polski (11 listopada 1937)[13]
- Krzyż Walecznych (dwukrotnie)
- Złoty Krzyż Zasługi (16 marca 1934)[14]
- Medal Niepodległości (15 czerwca 1932)[15]